# Yeonwoo
Lee Da-bin (hangul: 이다빈; hanja: 李多彬; rr: I Da-bin; MR: Yi Tabin; nascida em 1 de agosto de 1996), mais conhecida na carreira musical por seu nome artístico Yeonwoo (hangul: 연우), é uma cantora e atriz sul-coreana. Ela é popularmente conhecida por ter sido integrante do grupo sul-coreano MOMOLAND, grupo que fez parte de novembro de 2016 a novembro de 2019. Iniciou sua carreira como atriz em 2018 na série da MBC The Great Seducer.

## Início da vida
Yeonwoo nasceu em 1 de agosto de 1996 em Seul, Coreia do Sul. Ela passou a infância em Cheongju, Chungcheong do Norte.

## Carreira

### 2016–presente: Início de carreira e trabalhos na televisão

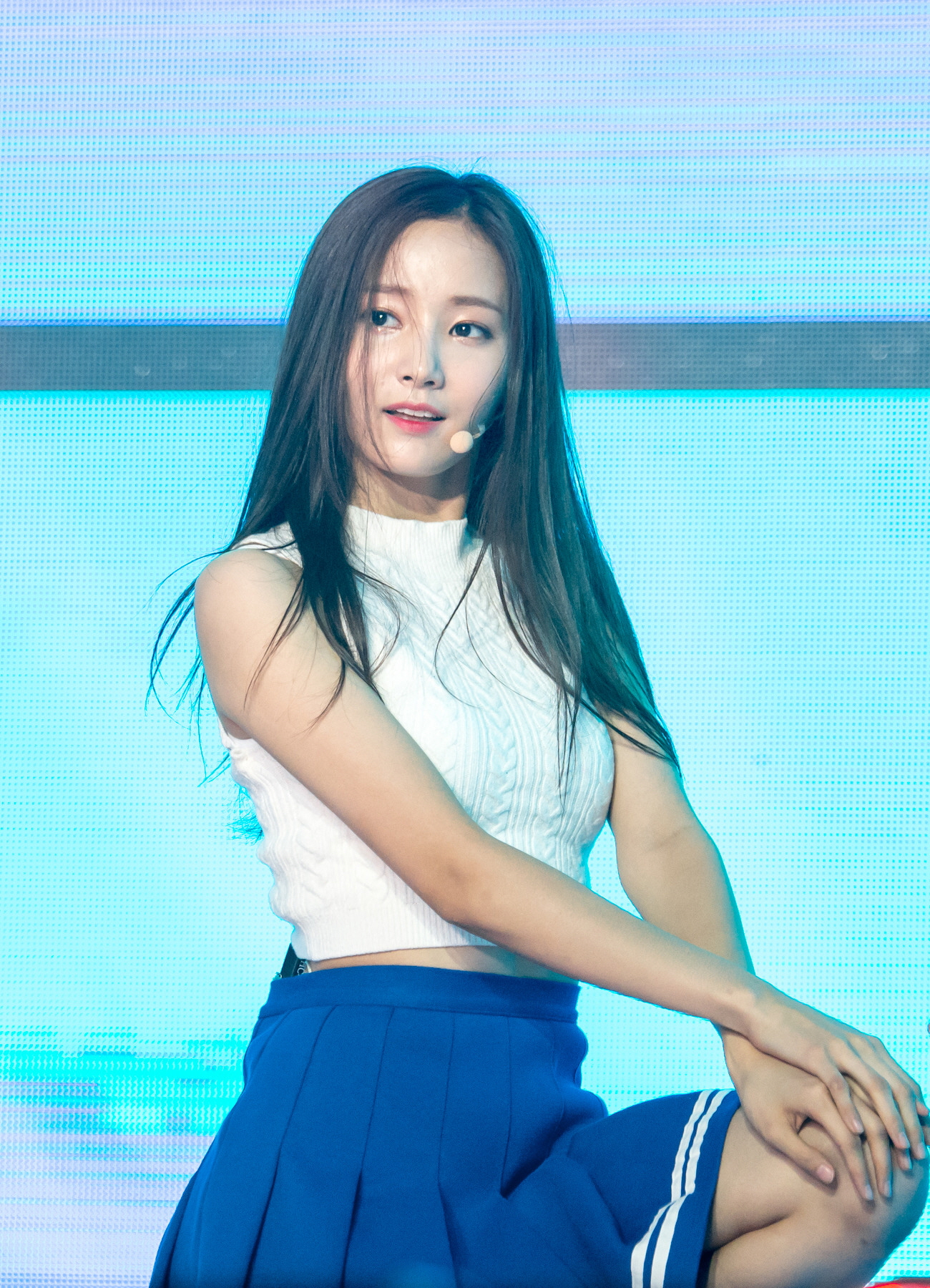
Yeonwoo se apresentando em setembro de 2016

Em novembro de 2016, Yeonwoo estreou como integrante do grupo feminino MOMOLAND.

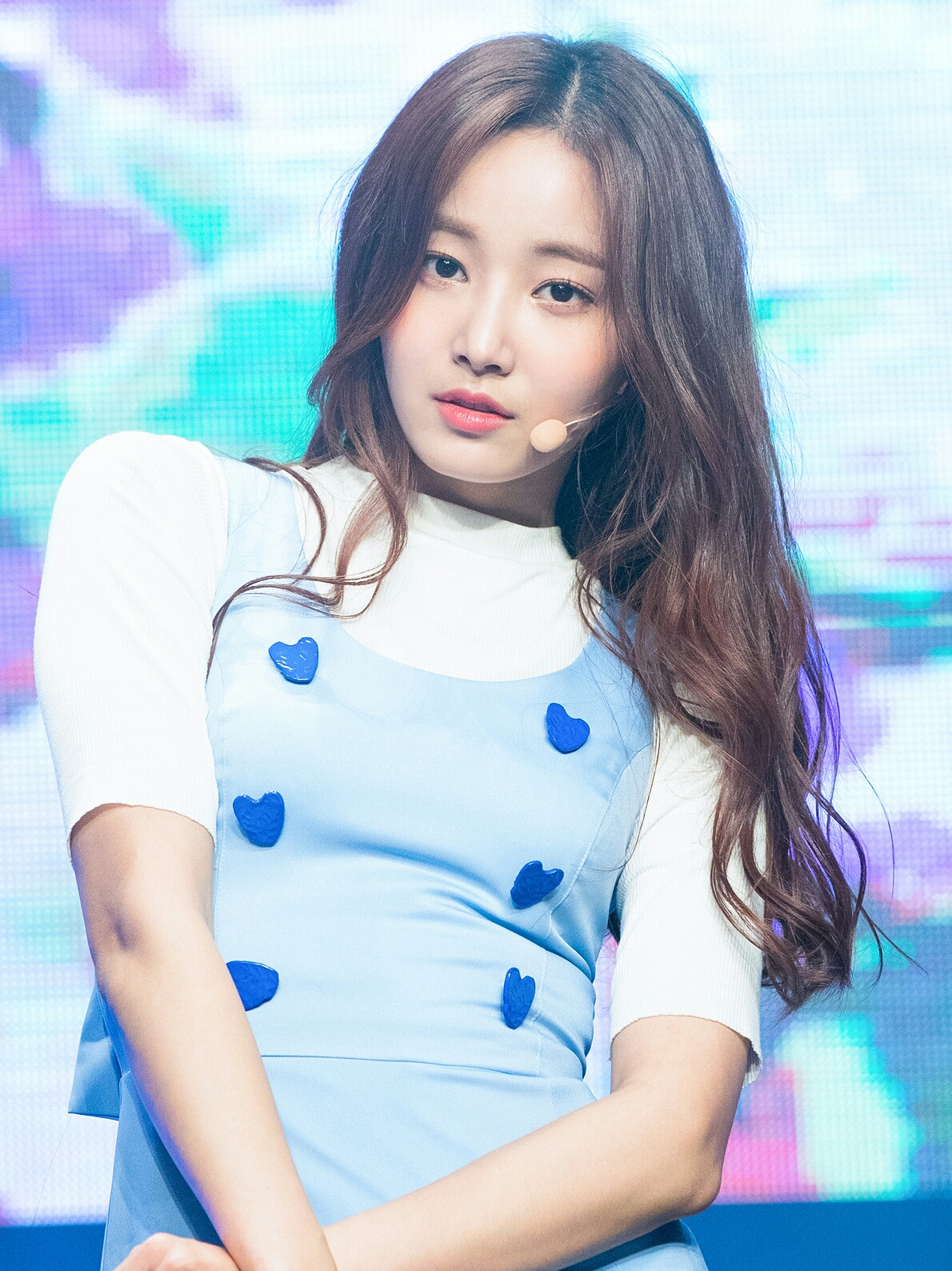
Yeonwoo se apresentando em novembro de 2017

Em 2017, ela apareceu no drama da TVN The Liar and His Lover com Hyebin e Nayun como estagiária da SOLE Music N. No mesmo ano, de 16 de maio a 29 de agosto, ela foi MC do The Show Season 5 da SBS MTV, juntamente com P.O do Block B e Junghwa do EXID. No mesmo ano, em 18 de agosto, foi MC do The Beauty da KBS World com Hyebin e Daisy.

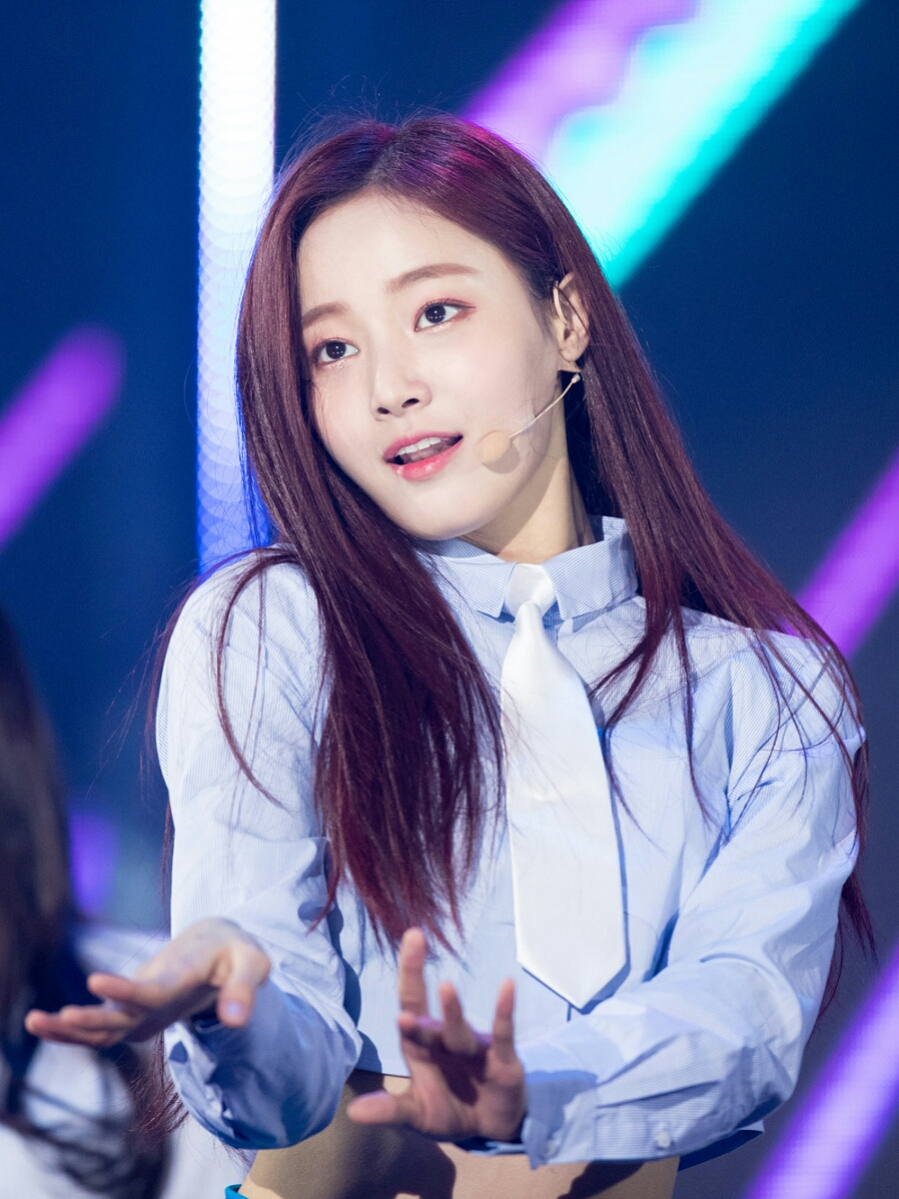
Yeonwoo se apresentando em fevereiro de 2018

Em março de 2018, estreou como atriz no drama da MBC The Great Seducer baseado na novela francesa Dangerous Relationship.
Em 29 de novembro de 2019, Yeonwoo deixou o grupo MOMOLAND para se concentrar inteiramente em sua carreira de atriz.

## Filmografia

### Apresentações em programas
| Ano  | Título            | Canal     | Nota(s)            |
| ---- | ----------------- | --------- | ------------------ |
| 2017 | The Show Season 5 | SBS MTV   | com P.O e Junghwa  |
| 2017 | The Beauty        | KBS World | com Hyebin e Daisy |

### Séries de televisão
| Ano  | Título                 | Canal | Papel                                    |
| ---- | ---------------------- | ----- | ---------------------------------------- |
| 2017 | The Liar and His Lover | tvN   | Participação especial com Hyebin e Nayun |
| 2018 | The Great Seducer      | MBC   | Kwon Yeo-min                             |
| 2021 | Dali and Cocky Prince  | KBS2  | Ahn Chak-hee                             |